# Centro Europeo de Empresas e Innovación de Albacete
El Centro Europeo de Empresas e Innovación de Albacete es un organismo homologado por la Comisión Europea encargado de promover y ayudar a los emprendedores en la creación de nuevas empresas, especialmente innovadoras, así como de apoyar a las empresas ya existentes en su crecimiento. Tiene su sede en la ciudad española de Albacete.

## Origen
En 1984, la Dirección General de Política Regional de la Unión Europea (D. G. XVI) apoyó la creación de los llamados Centros Europeos de Empresa e Innovación (CEEI), o Business and Innovation Center (BIC); por entender que eran el modelo más eficaz para la creación y desarrollo de empresas innovadoras.
La principal misión de los CEEI es ofrecer apoyo individual y personalizado a los emprendedores y empresarios que deseen poner en marcha un proyecto innovador, así como asistir a las instituciones regionales en las medidas de apoyo a la PYMEs, el fomento del espíritu empresarial y la difusión de la innovación.

## El edificio
El edificio, diseñado por los arquitectos José María García del Monte y Ana María Montiel, es un claro ejemplo de arquitectura sostenible, que cuenta con 18 paneles solares que generan 3.050 kWh anuales de electricidad.
El edificio, que tardó tres años y medio en construirse, es la sede de la Fundación CEEI y supuso una inversión de 3,5 millones de euros. Ocupa una superficie de 2.200 metros cuadrados, que se levanta sobre un solar de 4.200 metros cuadrados.

## El CEEI de Albacete
El centro se creó el 21 de julio de 2001 bajo el modelo y patrocinio de la Comisión Europea, junto con otros entes de Castilla-La Mancha de carácter público y privado. Constituido como fundación sin ánimo de lucro, tiene carácter eminentemente europeo. Es uno de los cuatro CEEI con que cuenta Castilla-La Mancha junto con los de Ciudad Real, Guadalajara y Talavera de la Reina-Toledo. Además, forma parte de la Red Europea de Centros de Empresas e Innovación (EBN) y de la Red Española de CEEIs (ANCES).

## Ubicación
El CEEI de Albacete se localiza en el Parque Empresarial Campollano, con una superficie construida de 2.375 metros cuadrados que se distribuyen en un edificio de seis plantas. El inmueble cuenta con 22 oficinas totalmente equipadas, así como salas de reuniones, auditorio y aulas de formación.

## Objetivos
La Fundación CEEI Albacete tiene como objetivo fundamental la captación y desarrollo de nuevos proyectos empresariales, colaborando con los emprendedores al fomentar la internacionalización y competitividad de las empresas y ofreciendo programas de formación e innovación, así como asistiendo a los mismos en la búsqueda de recursos económicos.

## Vivero de empresas
Como complemento a su actividad, el CEEI cuenta con un vivero de empresas, con capacidad para 20 pymes, la mayoría de ellas dedicadas al sector servicios y de base tecnológica, aunque también de comunicación, consultoría financiera, ingeniería agrícola, eficiencia energética, cuchillería deportiva y asistencia técnica de edificación, entre otras. En 2014 el vivero de empresas fue ocupado al 100 % de su capacidad y contaba con 60 empleados de todas las empresas instaladas.